# جین پاول
 جین پاول (انگلیسی: Jane Powell؛ زادهٔ ۱ آوریل ۱۹۲۹ – درگذشتهٔ ۱۶ سپتامبر ۲۰۲۱) بازیگر و خواننده اهل ایالات متحده آمریکا بود. 
از فیلم‌ها یا برنامه‌های تلویزیونی که وی در آن نقش داشته است، می‌توان به هفت عروس برای هفت برادر و عروسی سلطنتی اشاره کرد.
او در ١۶ سپتامبر ٢٠٢١ و در ٩٢ سالگی، براثر کهولت سن درگذشت.